# Olaus Laurentii Bure
Olaus Laurentii, troligen född i Skellefteå socken, död 1614 i Nora, Uppland, var en svensk kyrkoman och riksdagsman. Han skrev själv Olaus Laurentii och hans sigill enbart innehöll bokstäverna O L, men i senare källor får han oegentligt efternamnet Bure eftersom han tillhörde Bureätten på mödernet, och eftersom hans sondotter Katarina Bure titulerades med det tillnamnet under sin levnad.

## Biografi
Olaus Laurentii var son till länsmannen Lars Andersson i Skellefteå och Anna Mosesdotter, vilken tillhörde Bureätten. Hans syster var farmor till Börje Cronberg. Uträkningar ger att han torde ha blivit prästvigd 1561. Första gången Olaus Laurentii är omnämnd i källorna är 1579, då han skrivs som pastor i Nora, Ångermanland. Han byter 1588 pastorat till ett annat Nora, i Uppland,  där han blir kyrkoherde.
Han var riksdagsman 1590 och undertecknade 1590 års arvförening. Han var också en av undertecknarna av beslutet vid Uppsala möte.
Han skattar fullt enligt en hjonelagslängd från 1608 men är skattefri året efter. Skattefrihet kan inträda efter 60 års ålder, varför han kan vara född på 1540-talet. Han avlider i Nora, Uppland, troligen 1614 eftersom bara hans sigill utan underskrift återfinns det året under tiondelängden.
Bure var gift med Ursila Christoffersdotter, som troligen var dotter till en kyrkoherde i Tierp socken. De fick flera barn som verkade antingen inom präste- eller borgarståndet. Deras son Roland Olai Bure blev faderns efterträdare. En äldre son, Carl Olofsson Burman, blev borgmästare i Söderhamns stad.